# Uromycladium alpinum
Uromycladium alpinum är en svampart som beskrevs av McAlpine 1906. Uromycladium alpinum ingår i släktet Uromycladium och familjen Pileolariaceae.   Inga underarter finns listade i Catalogue of Life.